# Pattex
Pattex est une marque de colle du groupe Henkel,, créée en 1956 et basée à Düsseldorf. La gamme comprend des adhésifs différents pour un usage artisanal ou professionnel.

## Histoire

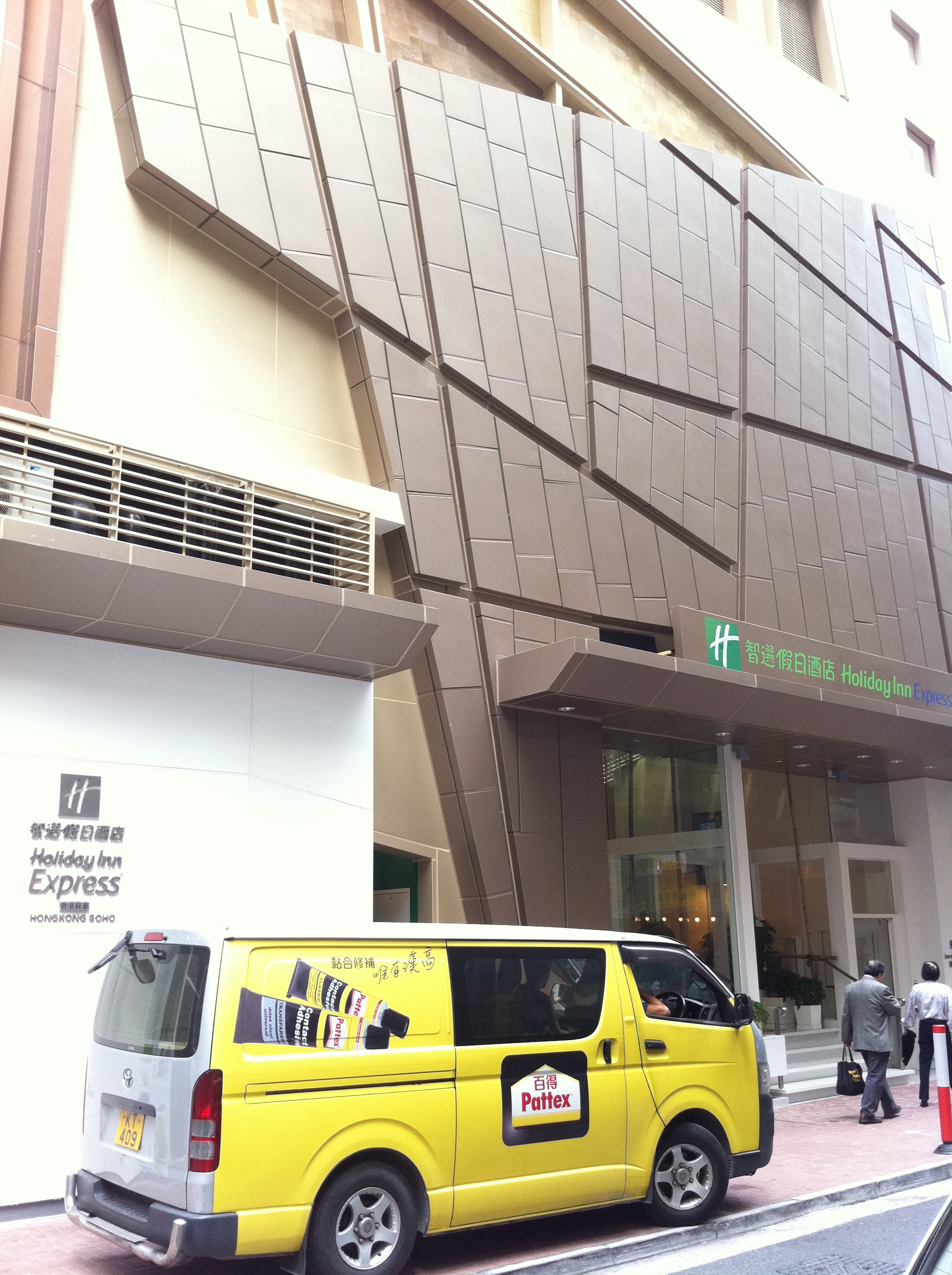

Les produits Pattex sont disponibles dans une cinquantaine de pays, notamment en Europe et en Amérique du Nord. Le logo et la technologie des produits y sont toujours identiques mais la commercialisation des produits se fait parfois sous le nom d'une société sœur : Resistol au Mexique ou encore LePage au Canada.
Pattex lance notamment en 1977 la toute première colle conçue pour les collages sur bois, puis en 1989, la marque lance aussi les premières colles à prise immédiate.